# Docteur Samuel Beckett
Pour les articles homonymes, voir Samuel Beckett et Beckett.
Le Docteur Samuel Beckett, également appelé Sam Beckett, est un personnage fictif de la série télévisée Code Quantum, créateur du projet du même nom, interprété par l'acteur américain Scott Bakula.

## Enfance
Né le 8 août 1953 à midi trente à Elk Ridge, dans l'Indiana, Samuel Beckett est le fils de Thelma et de John Beckett, un couple de fermiers. Sam a une petite sœur, Kathy, et un grand frère, Tom. Samuel, surnommé Sam, se révèle dès son plus jeune âge, comme un élève très brillant dans de nombreux domaines : il obtiendra six doctorats, notamment en physique quantique (domaine dans lequel il obtiendra un prix Nobel), médecine, astrophysique et langues anciennes. Alors qu'il est occupé à ses études, de nombreux malheurs tombent sur sa famille : son frère se fait tuer durant la guerre du Viêt Nam, sa sœur se marie avec un alcoolique et son père meurt d'une crise cardiaque, dû à sa trop forte consommation d'alcool et de cigarettes. 

## Projet Code Quantum
Après s'être marié avec une femme nommée Donna Elesee (née Wojohowitz), Sam crée un prototype d'accélérateur temporel, devant lui permettre de voyager dans le temps. Toutefois, le premier essai se révèle raté, et Sam Beckett est transféré dans le corps d'un pilote d'essai, en 1956. Dès lors, Sam Beckett devra essayer de réparer les erreurs du passé intervenant dans la vie de l'individu dont il occupe le corps. Après avoir réussi sa mission (dont les détails sont communiqués par l'ordinateur qu'il a créé, Ziggy), Sam effectue un nouveau saut dans le temps, passant de la peau d'un personnage à un autre comme précisé dans le générique.

### Modifications de sa vie privée
Lors de ses différents sauts dans le temps, et malgré l'interdiction qu'il s'était formulée avant que le projet ne débute (ne pas modifier sa propre vie), Sam sera amené à modifier, ou à tenter de modifier plusieurs éléments de sa vie privée :
- Samuel Beckett chercha à réconcilier sa future femme Donna avec son père qui a abandonné sa famille dix ans plus tôt, afin qu'elle n'ait pas peur de l'engagement et se rende à sa cérémonie de mariage. Cela fonctionne car Donna est après cela sa femme dans le futur (S1 Ep02 - Amours Croisées).
- Il tenta, sans succès, de dissuader son frère Tom de partir au Viêt-Nam, où il devait mourir, il parviendra à le sauver en étant transmuté à ses côtés durant la guerre dans le saut dans le temps suivant. (S3 Ep02 - La famille avant tout - Partie 2)
- Il tenta de dissuader sa sœur Kathy d'épouser un alcoolique violent, qui devait la rendre malheureuse dans le futur, sans succès. (S3 Ep01 - La famille avant tout - Partie 1)
- Il empêcha par tous les moyens son père de consommer du café et de fumer des cigarettes, voulant ainsi le sauver du cancer qui devait l'emporter. Sans succès, son père refusant de se priver de ses plaisirs. (S3 Ep01 - La famille avant tout - Partie 1)

Par l'intermédiaire de Sam, Al cherche également à altérer son propre avenir :
- Il donna des informations erronées à Sam sur l'objet de sa mission afin qu'il empêche son ex-femme Beth de se remarier pendant son emprisonnement au Vietnam, pensant qu'il était mort. Sam échoue dans un premier temps (S2 Ep 22 - Beth), mais lors de sa seconde tentative (S5 Ep 22 - Le Grand Voyage), il parvient à empêcher le remariage de Beth.

### Sammy-Jo
Lors d'un autre bond, il se retrouva dans un lit avec Abigaïl Fuller, et aura malgré lui une fille, Sammy-Jo, qu'il côtoya une dizaine d'années plus tard. Samuel découvrit à la fin de ce transfert-là que sa fille (qui ignore que Samuel Beckett est son père) travaille sur le projet Quantum.

### Retour chez lui
Tout au long de ses sauts dans le temps, Samuel souhaite que ce saut soit le dernier. Il souhaite plus que tout rentrer à son époque (1999), et cesser de naviguer ainsi dans le passé.
Malgré cela, il ne rentrera jamais chez lui.